# ASB Classic 2020
Das ASB Classic 2020 war der Name eines Tennisturniers der WTA Tour 2020 für Damen sowie eines Tennisturniers der ATP Tour 2020 für Herren in Auckland. Das Damenturnier fand vom 6. bis 12. Januar 2020, das Herrenturnier vom 13. bis 18. Januar 2020 statt.

## Herrenturnier
→ Qualifikation: ASB Classic 2020/Herren/Qualifikation

## Damenturnier
→ Qualifikation: ASB Classic 2020/Damen/Qualifikation